# Zuidelijk Libanon

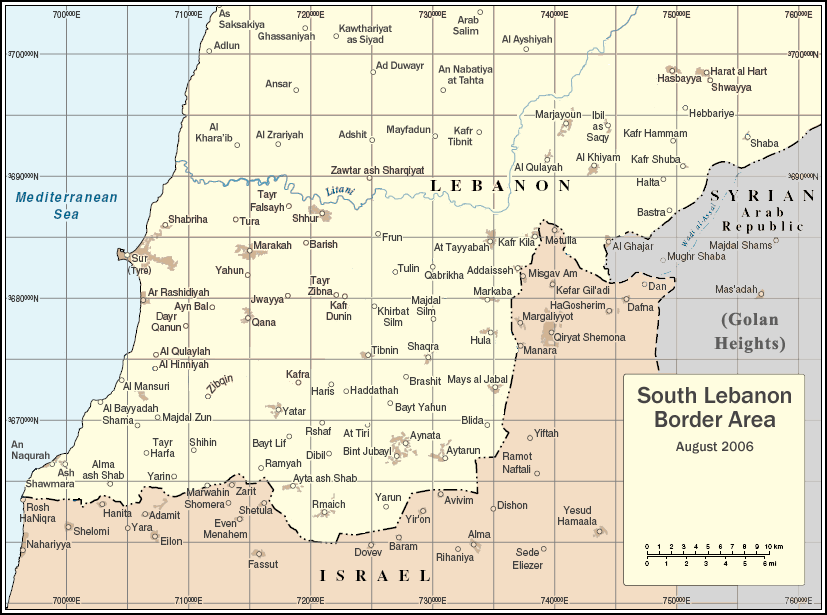
VN-kaart van Zuidelijk Libanon (augustus 2006)

Zuidelijk Libanon is het geografische gebied van Libanon dat grofweg ten zuiden van de rivier de Litani is gelegen. Het omvat de gouvernementen Zuid en Nabatiye, die in de jaren 1990 werden geformeerd uit de gelijknamige provincie. Vaak worden ook de zuidelijkste districten van het gouvernement Beka, Rashaya en Westelijke Beka ertoe gerekend.
De belangrijkste steden van het gebied zijn de kuststeden Tyrus en Sidon en de meer naar het binnenland gelegen steden Nabatiye en Chaitye. Door de jarenlange Israëlische bezetting en bombardementen zijn grote delen van het gebied beschadigd geraakt. Dit omvat niet alleen directe fysieke schade, maar ook grote gebieden met mijnen en niet ontplofte clustermunitie. Deze restanten benadelen de bevolking nog altijd.
De bevolking van het Zuidelijke Libanon bestaat voor het merendeel uit sjiieten, hetgeen een van de bases vormt voor de militante Hezbollah. 

## Recente geschiedenis

### 20ste eeuw
Het gebied wordt sinds 1948 met tussenpozen in de wereldmedia genoemd vanwege het Israëlisch-Libanees conflict. Tijdens de Arabisch-Israëlische Oorlog van 1948 vielen Libanese troepen de noordelijke Galilea binnen, hetgeen leidde tot een tegenaanval van Israël, waarbij Zuidelijk Libanon werd bezet. In 1949 werd een wapenstilstand getekend en trokken de Israëlische troepen zich weer terug. Een ander gevolg van de oorlog was de instroom van 110.000 Palestijnse vluchtelingen naar het gebied, die er opgevangen werden in kampen door VN-organisatie UNRWA. De meeste vluchtelingen waren moslims en christelijke Libanezen vreesden daarop voor hun demografische meerderheid en politieke overwicht in Libanon en legden daarom beperkingen op aan de vluchtelingen; ze mochten niet werken, reizen of deelnemen aan politieke activiteiten. Aanvankelijk waren de vluchtelingen zo verarmd dat ze niet bij machte waren een centrale leiding aan te stellen die voor hun rechten op kon komen. De Libanese staat vreesde net als omringende landen waar Palestijnse vluchtelingen waren neergestreken voor de dreiging voor hun regering, maar was te zwak om in actie te komen, zoals in de decennia erop zou blijken. Ondertussen poogde de PLO rekruten te werven uit de gezinnen van Palestijnse vluchtelingen.
Vanwege zijn militaire zwakte in het zuiden nam Libanon geen deel aan de Zesdaagse Oorlog. Toch verslechterde de situatie er: Palestijnse vluchtelingen raakten gefrustreerd over het feit dat hun kansen met het verlies van de rest van Palestina verkeken leken en begonnen te radicaliseren. Daarbij kwamen er nieuwe vluchtelingen uit deze gebieden naar de kampen en begonnen ze te gebruiken als uitvalsbases voor guerrilla-activiteiten. Vanaf 1968 leidde dit tot aanvallen van de PLO op Israël, die reageerde met aanvallen op Libanese dorpen om ze zo 'aan te moedigen' om de invallers zelf aan te pakken. Nadat PLO-militanten een Israëlisch vliegtuig op Luchthaven Athene hadden beschoten met machinegeweren, reageerde de Israëlische luchtmacht met bombardementen op de Beiroetse Internationale Luchthaven Rafik Hariri.
De ongewapende burgers waren echter niet in staat om de gewapende buitenlanders eruit te zetten, evenals het Libanese leger dat op militair en politiek vlak te zwak was. Na een aantal schermutselingen tussen Palestijnse militanten en het Libanese leger in 1968 en 1969 kwamen de Palestijnse kampen onder Palestijnse leiding te staan. In 1969 liet het Libanese leger de situatie verder escaleren door het tekenen van het Caïro-akkoord met Yasser Arafat, waarbij de vluchtelingen dan wel het recht kregen om te werken en raden voor zelfbestuur op te richten, maar ook om de gewapende strijd voort te zetten vanuit de kampen. De Palestijnse PLO nam daarop het dagelijks bestuur van de kampen over, bood veiligheid en uiteenlopende diensten op het gebied van gezondheidszorg, onderwijs en sociale voorzieningen. De gewapende strijd werd in 1970 voortgezet toen PLO-afsplitsing Democratisch Front voor de Bevrijding van Palestina (DFLP) Israël binnenviel en de Aanslag op de schoolbus van Avivim pleegde als eerste aanslag in het Israëlische district Noord.
Hetzelfde jaar poogde de PLO koning Hoessein van Jordanië af te zetten, hetgeen leidde tot -wat Arabische historici noemen- Zwarte September. De PLO-leiding en hun Fatah-troepen vluchtten daarop van Jordanië via Syrië naar Libanon om hun hoofdkwartier te vestigen in Beiroet, waarop de aanvallen op Israël vanuit Zuidelijk Libanon toenamen: De PLO rekruteerde nieuwe leden uit de Palestijnse vluchtelingenkampen en Zuidelijk Libanon kreeg daarop de bijnaam "Fatahland" vanwege de macht van de PLO in het gebied. Zuidelijk Libanon was door de openlijke activiteiten van PLO's Fatah-strijders feitelijk een 'staat in een staat' geworden. In 1975 woonden er inmiddels meer dan 300.000 Palestijnse vluchtelingen in Libanon.
Na het Bloedbad van München door een afsplitsing van Fatah in 1972 reageerde Israël onder andere in april 1973 met de uitvoering van Operatie Lente van de Jeugd waarbij leden van de elite-eenheid Sajeret Matkal per boot aan land gingen in Libanon, met hulp van Israëlische spionnen PLO-hoofdkwartieren in Beiroet en Sidon binnenvielen en er verschillende PLO-topstukken liquideerden. Het jaar erop besloot de PLO haar focus te verleggen naar politieke samensprekingen met Israël om zo een betere oplossing te vinden. Dit leidde tot de afsplitsing Front van Afwijzers die de militaire strijd voortzette. Een andere afsplitsing uit 1974 genaamd Volksfront voor de Bevrijding van Palestina - Algemeen Commando voerde in april van dat jaar het Bloedbad van Kirjat Sjmona uit in Israël. In mei viel de DFLP Noord-Israël weer binnen en voerde het Bloedbad van Ma'alot uit.
Het jaar erop brak de Libanese Burgeroorlog uit als gevolg van veranderingen in de samenstelling van de bevolking sinds de volkstelling van 1932 waarop het Libanese Nationaal Pact van 1943 was gebaseerd en de toenemende gevoelens van miskenning door diverse etniciteiten. Tijdens de oorlog, die tot 1990 duurde, bestreden verschillende islamitische en christelijke groeperingen elkaar. Israël steunde daarbij de maronitische milities, waaronder de Forces Libanaises van Bashir Gemayel, die ze voorzag van wapens, tanks en militaire adviseurs. De grens tussen Israël en Libanon had in die tijd de Engelse bijnaam Good Fence. In juni 1976 viel Syrië Libanon binnen om de toegang tot zijn handelshaven Beiroet te verzekeren en de maronitische overheid te steunen. In oktober van dat jaar waren er 40.000 Syrische soldaten in Libanon gestationeerd.
Op 11 maart 1978 vielen Fatah-militanten over zee Haifa binnen en pleegden de aanslag op de kustweg in een poging de vredesbesprekingen tussen Israël en Egypte te saboteren. Deze aanslag, waarbij 37 burgerdoden vielen, vormde de aanleiding voor Operatie Litani op 14 maart, waarbij 25.000 man Israëlische troepen Zuidelijk Libanon binnenvielen en bezetten; alleen de stad Tyrus werd niet binnengevallen. Het doel van de operatie was het verdrijven van de PLO uit Zuidelijk Libanon en het versterken van een pro-Israëlische militie, het in 1979 onder Saad Haddad opgezette Zuid-Libanese Leger (SLA). De PLO maakte uit de naam van de operatie op dat de Litani het einddoel was en vluchtte daarom naar het gebied ten noorden ervan met achterlating van enkele honderden militanten. Als gevolg daarvan vielen bij de operatie vooral burgerdoden. Op 19 maart nam de VN resolutie 425 aan die opriep tot de onmiddellijke terugtrekking van het Israëlische leger en de instelling van VN-organisatie UNIFIL. Israël gaf daarop later dat jaar het gebied over aan het Zuid-Libanese Leger, dat zo de jaren erop een soort oorlog bij volmacht voerde voor Israël. Zij wist echter niet te voorkomen dat de aanslagen op Israël doorgingen; in april 1979 voerden militanten van het Palestijns Bevrijdingsfront vanuit Tyrus een aanval uit op Nahariya, waarbij meerdere doden vielen.
In april 1981 wist de Verenigde Staten een staakt-het-vuren te bewerkstelligen in Zuidelijk Libanon tussen Israël, Syrië en de PLO. In juli braken echter nieuwe gevechten uit tussen de PLO en Israël; de PLO voerde beschietingen en raketaanvallen uit op Noordelijk Israël en het Israëlische leger reageerde met zware luchtaanvallen op PLO-posities in Zuidelijk Libanon en PLO-gebouwen in Beiroet. De PLO gebruikte echter een tactiek waarbij de munitie voor aanvallen sterk werd verspreid, zodat de veel machtigere Israëlische luchtmacht er weinig tegen kon uitrichten. Hezbollah zou deze tactiek later kopiëren. De aanvallen gingen daarom onverminderd door, zodat veel Israëlische burgers zich gedwongen voelden te vluchten uit het noorden van Israël. De Verenigde Staten intervenieerde opnieuw en wist in juli een nieuw staakt-het-vuren te bewerkstelligen, dat officieel stand hield tot juni 1982, toen een nieuwe Israëlische invasie plaatsvond. In de praktijk leek Israël echter op een aanleiding te wachten om een nieuwe aanval in Libanon te doen. Zo werd in de periode ervoor het luchtruim van Libanon meer dan 2000 maal geschonden en de territoriale wateren meer dan 650 keer. Nadat een Israëlische legerofficier omkwam door een landmijn tijdens een bezoek aan een steunpunt van de SLA werd de Libanese kuststad Damour gebombardeerd. Omgekeerd voerde de PLO ruim 240 aanvallen uit op Israël, soms met de richtlijn dat er expres mis geschoten moest worden. UNIFIL kon ondertussen weinig uitrichtten door de activiteiten van de sjiitische pro-Syrische Amal en de SLA, met steun van Israël. De Israëlische premier Menachim Begin was vastbesloten de PLO aan te pakken en nadat de niet aan de PLO gerelateerde Aboe Nidal een aanval uitvoerde op de Israëlische diplomaat Shlomo Argov en de Israëlische veiligheidsdienst hem te kennen gaf dat hij niet tot de PLO behoorde, besloot Begin deze informatie te onthouden aan het Israëlische kabinet en het te gebruiken als aanleiding voor de Libanonoorlog.
Op 6 juni viel Israël Zuidelijk Libanon binnen met als doel de PLO aan te vallen. Tijdens het conflict waarbij onder andere Beiroet werd belegerd en gevechten ontstonden met Syrische soldaten, werden meer dan 17.000 Libanezen gedood. De Verenigde Staten vreesden een groter conflict en prestige voor Yasser Arafat door de oorlog en wisten daarop de overwegend islamitische vredesmacht Multinationale Macht in Lebanon (MNF) in te stellen. Deze begeleidde PLO bij het verlaten van het land en moesten de vrede bewaren. Arafat verliet daarop op 30 augustus 1982 Beiroet en vestigde zich in Tunesië. Kort daarop werd de eerder genoemde pro-Israëlische maronitische president-elect Bashir Gemayel gekozen, maar vervolgens vermoord door waarschijnlijk de Syrische geheime dienst. Israël herbezette daarop West-Beiroet en maronitische milities voerden de bloedbaden in Sabra en Shatila uit. Op 17 mei 1983 poogde de Verenigde Staten tevergeefs een vrede te bewerkstelligen tussen Israël en Libanon door het 17 mei-akkoord. Van de daarin geplande gefaseerde Israëlische terugtrekking en instelling van een veiligheidszone in Zuidelijk Libanon die diende te worden gepatrouilleerd door het Libanese leger kwam echter niet veel terecht doordat de eraan gekoppelde terugtrekking van het Syrische leger uit Libanon niet doorging. De Israëliërs trokken zich wel terug uit Beiroet naar de rivier de Awali, maar Libanese milities vochten daarna over het vrijgegeven gebied. In februari 1984 viel het Libanese leger uiteen in verschillende milities. De Nationale Vergadering van Libanon verklaarde daarop op 5 maart 1984 onder druk van Syrië en moslimmilities het 17 mei-akkoord ongeldig. De Israëlische terugtrekking ging wel door volgens een Israëlisch terugtrekkingsplan in januari 1985, maar tot aan de Litani, waar een 4 tot 12 kilometer brede Israëlische Veiligheidszone werd opgezet. Zuidelijk Libanon bleef bezet en de milities van het Zuid-Libanese Leger werden ingezet om de veiligheidszone te bewaken.
Eind 1982 was er tijdens de Israëlische inval een nieuwe speler op het toneel verschenen: de sjiitische guerrillabeweging Hezbollah. In de jaren tot aan 1985 werd deze getraind door de Iraanse Revolutionaire Garde, als reactie op de inval van Israël in Zuidelijk Libanon. Op 16 februari 1985 werd de oprichting in een manifest openbaar gemaakt door sjeik Ibrahim al-Amin. Tot de doelen van de Hezbollah behoorden het verdrijven van de Israëliërs uit Zuidelijk Libanon. Tijdens het Zuidelijk Libanonconflict (1982-2000) werden guerrilla-activiteiten ontplooid tegen Israëlische soldaten in Zuidelijk Libanon en de SLA. Israëlische soldaten werden tot 1992 echter nauwelijks gedood, op een aanslag in 1988 waarbij 22 soldaten omkwamen na.
Eind 1990 was de burgeroorlog grotendeels over en in 1991 werd daarop door de Nationale Vergadering een amnestiewet getekend die een pardon regelde voor alle politieke misdaden van daarvoor. Op de Hezbollah en SLA na werden alle milities opgeheven en het Libanese Leger kon weer beginnen met de heropbouw van haar strijdkrachten als enige niet-sektarische belangrijke Libanese instelling. Bij de verkiezingen van 1992 wist Hezbollah 10 van de 128 zetels te verwerven.
In 1993, na een aanval van Hezbollah en het Volksfront voor de Bevrijding van Palestina - Algemeen Commando op de veiligheidszone, waarbij 5 Israëlische soldaten omkwamen, lanceerde Israël vanuit Zuidelijk Libanon Operatie Verantwoordelijkheid, een oorlog van 7 dagen waarbij duizenden gebouwen, bruggen en energiecentrales werden gebombardeerd. 120 mensen kwamen om en 300.000 mensen sloegen op de vlucht. Hezbollah reageerde met raketaanvallen op Israëlische dorpen waarbij echter veel minder doden vielen. De aanval had weinig succes in het stoppen van Hezbollah en werd daarop in 1996 gevolgd door Operatie Vruchten van de Toorn nadat Hezbollah raketten had afgevuurd op Israël in reactie op de dood van twee Libanezen door een raket van het Israëlische leger en de dood van een Libanese jongen door een bermbom. Israël voerde hierbij nog zwaardere luchtaanvallen uit, alsook zware beschietingen in Zuidelijk Libanon. 154 tot 170 mensen kwamen om (waaronder 106 bij de Beschieting van Qana, een VN-compound) en 300.000 tot 500.000 mensen sloegen op de vlucht. Aan Israëlische zijde sloegen 20-30.000 mensen op de vlucht. De oorlog eindigde in een memorandum van overeenstemming hetzelfde jaar, waarin Hezbollah en Israël besloten af te zien van aanvallen op burgers.

### 21ste eeuw
In de jaren tot 2000 bleef Israël de SLA steunen. In januari 2000 liquideerde Hezbollah de man die verantwoordelijk was voor de dagelijkse operaties van de SLA, kolonel Akel Hashem. In een klaarblijkelijke reactie bombardeerde de Israëlische luchtmacht daarop op 7 februari de civiele infrastructuur van Libanon, waaronder energiecentrales in Baalbek, Deir Nbouh en Jambour. Twee jaar eerde besloot Israël eindelijk VN-resolutie 425 uit te voeren en zich terug te trekken uit Zuidelijk Libanon. Twee jaar later verklaarde Israël daarop om dit werkelijk te doen en zich terug te trekken naar hun zijde van de door de VN ingestelde Blauwe Lijn. Op 25 mei werd de terugtrekking uitgevoerd en Libanon stelde deze dag daarop in als nationale feestdag; de Dag van de Bevrijding. Het wegvallen van de Israëlische steun leidde vrijwel onmiddellijk tot het uiteenvallen van de SLA, wiens uitrusting en posities grotendeels in handen vielen van Hezbollah.
In september 2000 vormde Hezbollah een politiek blok met Amal en wist zo alle 23 parlementaire zetels te verkrijgen in de eerste verkiezingen van Zuidelijk Libanon sinds 1972. Hezbollah bleef doorgaan met aanvallen op Israëlisch gebied onder andere om de claim van Libanon en Syrië dat de Shebaa-boerderijen, die liggen in het door Israël bezette deel van de Golanhoogte, tot Libanon behoren. In oktober 2000 ontvoerden Hezbollahstrijders drie Israëlische soldaten en vermoordden hen. Ook namen ze zakenman Elchanan Tenenbaum gevangen. Op 20 januari 2004 voerde Hezbollah een aanval uit op een gepantserde bulldozer die de grens was overgestoken om er mijnen te ruimen. Een Israëlische soldaat werd hierbij gedood en Israël reageerde met het bombarderen van twee Hezbollahbases in Zuidelijk Libanon. Op 29 januari wisten Duitsers een gevangenenruil te bewerkstelligen tussen Hezbollah en Israël, waarbij ook de lichamen van gedode Libanezen en Israëlische soldaten werden uitgewisseld. In mei 2004 schoten Hezbollahstrijders een Israëlische soldaat dood aan de grens met de Shebaa-boerderijen. In de maanden juli en augustus verhevigden de schermutselingen aan de grens, waarbij beide partijen elkaar beschuldigden te zijn begonnen. Op 2 september 2004 werd VN-resolutie 1559 aangenomen waarbij werd opgeroepen tot het ontbinden van alle Libanese milities. Libanon vond echter dat een gewapende Hezbollah hier niet mee in tegenspraak was. Syrië ging uiteindelijk wel akkoord na de moord op Rafik Hariri en trok zich terug in april 2005. In mei 2006 werd Mahmoud al-Majzoub, de leider van de Islamitische Jihad gedood door een autobom in Sidon. Israël werd verantwoordelijk geacht door de Libanese premier Fuad Saniora, maar deze ontkende. Op 28 mei werden raketten afgevuurd naar Israël vanuit Zuidelijk Libanon, waarop Israël reageerde met het bombarderen van vermoedelijke raketlanceerinrichtingen en beschietingen over de grens. Op 10 juni arresteerde het Libanese leger een aantal Israëliërs die ervan verdacht werden te werken voor de Israëlische Mossad.
Op 12 juli 2006 voerde Hezbollah Operatie Waarachtige Belofte uit, waarbij afleidingsraketaanvallen werden gericht op Israëlische militaire posities langs de kust en nabij het grensdorp Zar'it, terwijl een andere Hezbollah-groep de grens overstak en twee legervoertuigen aanviel, waarbij drie soldaten werden gedood en twee gevangengenomen. Meteen erop eiste Hezbollah de vrijlating van 2 Libanese gevangenen in Israël in een poging het succes van 2004 te herhalen en er een nieuwe gevangenenruil uit te slepen. Israël ontkende echter dat het deze mensen gevangen hield. Deze operatie vormde de aanleiding voor de Israëlisch-Libanese Oorlog, waarbij Israël zware luchtaanvallen en artillerievuur uitvoerde op doelen door heel Libanon, een lucht- en zeeblokkade instelde en een nieuwe invasie pleegde in Zuidelijk Libanon. De oorlog leidde tot de dood van 1500 mensen, met name burgerslachtoffers. Ook werd de Libanese infrastructuur zwaar beschadigd en werden ongeveer een miljoen mensen op de vlucht gejaagd. Onder de Israëlische burgerbevolking vielen 42 doden als gevolg van aanhoudende raketaanvallen, die er ook voor zorgden dat een half miljoen mensen op de vlucht sloegen. Het normale leven in het grootste deel van Libanon en noordelijk Israël werd hierdoor zwaar verstoord. Op 14 augustus 2006 wist de VN een nieuw staakt-het-vuren te bewerkstelligen, waarop de blokkades begin september werden opgeheven. Israël trok zich daarop terug uit Zuidelijk Libanon. Na de oorlog werden 15.000 man troepen van het Libanese leger en 12.000 man UNIFIL gestationeerd in Zuidelijk Libanon. De Libanese overheid weigerde echter Hezbollah met geweld te ontwapenen. Ook bleef het Israëlische leger het Libanese luchtruim schenden om activiteiten van Hezbollah te controleren. Sinds het einde van de oorlog hebben verschillende schermutselingen plaatsgevonden tussen het Libanese en Israëlische leger aan de grens.